# Dánská literatura
Dánská literatura je literatura psaná dánsky, nebo literatura vzniklá na území dnešního Dánska. Do této literatury nejsou zpravidla zahrnovány památky psané pomocí run, které lze nalézt na mohylách a pamětních kamenech. Nejcennější z nich (runové kameny v Jelling) pocházejí z doby kolem roku 900).

## Počátky dánské literatury
Počátky dánské literatury vychází z ústní tradice a severské mytologie a ústní tradice s ní spojené. To vedlo k rozvoji hrdinských písní. V této ústní podobě existovala prokazatelně již v průběhu 5. nebo 6. století o čemž svědčí různá vyobrazení na špercích atp. První písemnou památkou je však latinsky psaná kronika Saxa Grammatika Gesta Danorum (Skutky Dánů), která pochází z období kolem roku 1200, která byla psána jako oslava dánské královské dynastie. Po celý středověk byla většina literatury psána latinsky. Mimo Saxovy kroniky lze za nejdůležitější dílem dánské středověké literatury považovat naučnou báseň o stvoření světa Hexaëmeron, kterou na počátku 13. století složil v latinských hexametrech Anders Suneson.
Literatura v dánštině začala vznikat výrazně později, přesto existují i dánštině doklady díky správním záznamům a díky písemně vydaným zákoníkům. Především zemské zákoníky jako byl jutský (1241), sjaelandský nebo skanský měly na formování dánštiny značný vliv, tyto památky jsou i velmi cenný zdroj kulturněhistorických informací.
Po celý středověk byly hlavním žánrem dánské literatury jednoznačně severské balady.

## Renesance
V době renesance vznikalo, hlavně díky rozmachu knihtisku, mnoho děl humanistických učenců, mezi jejichž hlavní protagonisty v Dánsku patřil Tycho Brahe. Vzhledem k tomu, že se v této době též šířila reformace, vznikalo značné množství náboženských spisů, což v roce 1550 završil překlad Bible. Mimo překladu Bible vzniklo mnoho kancionálů z nichž za nejvýznamnější jsou považována díla Hanse Tausena, Hanse Thomesena dále pak sbírka původních dánských modliteb En liden vandrebog (Malá poutnická knížka) Hanse Christensena Sthena. Vůdčím humanistickým učencem této doby byl pak Christiern Pedersen.
V této době pak došlo, díky humanismu k vlně zájmu o dějiny, což vedlo k oživení a znovuobjevení starogermánské literatury.

## Osvícenství
Pravděpodobně nejvýraznější osobností tohoto období byl v dánské literatuře filosof Ludvig Holberg, jehož tvorba podnítila vznik dánského divadla. Díky dílům Henrika Steffense pronikl do dánské literatury romantismus, který se stal populární především po oddělení Norska (1814). Odtržení Norska vedlo k rozvoji divadla a následného realismu. Do tohoto období spadá i tvorba Hanse Christiana Andersena, který se stal jako první dánský spisovatel známý po celém světě.